# ワニグチモダマ
ワニグチモダマ（鰐口藻玉、学名：Mucuna gigantea）はマメ科トビカズラ属の常緑つる性木本。

## 特徴
葉は3出複葉でカショウクズマメに似るが、ほぼ無毛。小葉は10–15 cm、やや厚い革質で表面に光沢がある。頂小葉は卵状楕円形、側小葉はゆがんだ卵形で左右非相称。若葉は黄色がかった淡い色調を示す。
花序は長い柄で葉腋から下垂し、淡黄緑色の花を10個程度つける。花期は秋～春、1–3月。
豆果は長さ4–14 cmの長楕円形で、翼があり平滑。種子は厚みのある円形で直径2–3 cm、臍は非常に長く、外周の3/4に達する。種子はモダマと同様に海流散布される。和名は種子の形を仏具の一種の鰐口に例えたもの。

## 分布と生育環境
奄美大島、徳之島、沖永良部島、沖縄島、宮古島、石垣島、小浜島、新城島、上地島、西表島、小笠原諸島。先島諸島や今帰仁村の海岸に少数が自生。海岸の林縁に生える。国外では台湾、中国海南島、インド、東南アジア、太平洋諸島、オーストラリアにも分布する。環境省カテゴリー準絶滅危惧（NT）、沖縄県カテゴリー準絶滅危惧（NT）、竹富町希少野生動植物種。

## ギャラリー
- 黄色みがかった若葉
- 電柱に這うワニグチモダマ
- 開花直前の蕾
- 平滑で側面の翼が目立つ豆果